# おふくろ、もう一杯
『おふくろ、もう一杯』（おふくろ、もういっぱい）は、フジテレビで放送中の料理番組である。アズバーズ製作。

## 概要
2008年10月8日に放送開始した、日本の地域別の郷土料理を紹介する6分間の番組である。固定した地域の風景から、母親の作る料理が流れる。ナレーションは武田鉄矢（牧原俊幸）。スポンサーは東洋水産（「マルちゃん『赤いきつね』」名義）。2018年10月で放送10周年を迎え、2018年10月17日放送分で通算500回となり、2023年10月に放送15周年を迎えた。本番組は平成時代に放送を開始したミニ番組では放送年数が最長となっている。
ラストに『母に捧げるバラード』と共に「明日もまた頑張ろう!おふくろ、もう一杯!」と、武田の渾身の一言で締めている。
2025年1月22日の放送は、直前の段階で急遽『週刊ナイナイミュージック』当日放送回の番宣番組に差し替えられ休止された。この直前には同局の同じ一社提供の料理番組『くいしん坊!万才』が、フジテレビの一連の不祥事を受けて、提供元のキッコーマンの意向で放送休止となっている（本番組については休止の第一報を伝えたFLASH、並びに当事者たるフジテレビ、東洋水産のいずれも休止理由を明かしていない）。
休止期間中の代替番組は次の通り。
| 放送期間            | 放送期間   | 放送番組                               | 備考         |
| ------------------- | ---------- | -------------------------------------- | ------------ |
| 2025.01.22          | 2025.01.22 | 週刊ナイナイミュージック みどころ      | [ 6 ]        |
| 2025.01.29          | 2025.03.26 | 問題物件 みどころ                      | [ 7 ]        |
| 2025.04.02          | 2025.04.02 | 珍ゴシップ・ザ・ワールド みどころ      | [ 8 ]        |
| 2025.04.09          | 2025.04.09 | ミュージックジェネレーション みどころ  | [ 9 ]        |
| 2025.04.16          | 2025.06.25 | クイズ!Dr.アシュラ                     | [ 10 ]       |
| 2025.07.02          | 2025.07.02 | まもなくナイナイミュージック前みどころ | [ 6 ] [ 11 ] |
| 2025.07.09 （予定） |            | 最後の鑑定人 みどころ                  | [ 12 ]       |

## 放送時間
| 放送期間 | 放送期間 | 放送時間（JST）    |
| -------- | -------- | ------------------ |
| 2008.10  | 2013.9   | 水曜 22:54 - 23:00 |
| 2013.10  |          | 水曜 21:54 - 22:00 |

- 直前番組（現在は『ホンマでっか!?TV』）の拡大等で放送時間が繰り下がる場合がある。
- 2015年7月8日放送分は、この日から開始するドラマ『リスクの神様』の予告番組『リスクの神様 直前SP!!』を21:59 - 22:00に編成したため、放送枠を1分短縮した。

## 書籍
- おふくろ、もう一杯（扶桑社、2010年9月29日） ISBN 978-4-594-06279-8